# Trachypithecus geei
Il presbite dorato di Gee (Trachypithecus geei), o semplicemente presbite dorato, è una scimmia del Vecchio Mondo diffusa in una piccola area dell'Asia Occidentale, in India, e nelle adiacenti colline ai piedi dei Monti Neri del Bhutan. È una delle specie di primati più minacciate dell'India. Ritenuto sacro a lungo da molte genti himalaiane, il presbite dorato venne portato per la prima volta all'attenzione della scienza dal naturalista E. P. Gee negli anni '50.

## Descrizione
Il presbite dorato è noto soprattutto per la sua folta pelliccia che varia dal color oro al color crema brillante; la faccia è nera e la lunga coda può misurare fino a 50 cm di lunghezza. Per la maggior parte del tempo, questo langur resta confinato sulle cime degli alberi, utilizzando la lunga coda come bilanciere mentre salta da un ramo all'altro. Durante la stagione delle piogge ricava l'acqua necessaria dalla rugiada e dalle foglie. La sua dieta è erbivora e consiste di frutti sia maturi che acerbi, foglie mature e giovani, semi, boccioli e fiori.

## Conservazione
Il suo areale è molto ristretto, essendo limitato a sud dal Brahmaputra, a est dal Manas, a ovest dal Sankosh, nell'Assam, in India, e a nord dai Monti Neri del Bhutan. Si ritiene che queste barriere geografiche abbiano portato alla radiazione di questa specie a partire da una popolazione di presbiti dal ciuffo (Trachypithecus pileatus), strettamente imparentati con essa. Vive generalmente in gruppi di circa 8 esemplari (ma talvolta anche di 50), formati da un maschio adulto e da alcune femmine. Il presbite dorato è attualmente minacciato: nel 2001 la popolazione totale indiana era di 1064 individui e la relativa scarsità di piccoli e giovani indica un notevole declino della popolazione, causato dalla distruzione dell'habitat in seguito alle attività umane. Una popolazione frammentata, ma protetta, che vive in una piantagione di alberi della gomma a Nayakgaon, nel distretto di Kokrajhar, in Assam, è aumentata dai 38 esemplari del 1997 ai 52 del 2002. Questa popolazione si è inoltre adattata a nutrirsi dei frutti secchi degli alberi della gomma.

## Sottospecie
Si riconoscono due sottospecie di questo presbite:
- Trachypithecus geei geei
- Trachypithecus geei bhutanensis